# Festuca nigriflora
Festuca nigriflora är en gräsart som först beskrevs av Albert Spear Hitchcock, och fick sitt nu gällande namn av Negritto och Ana Maria Anton. Festuca nigriflora ingår i släktet svinglar, och familjen gräs. Inga underarter finns listade i Catalogue of Life.